# Maurice Huet
Maurice Fernand Huet (París, 1 de diciembre de 1918-Tours, 8 de junio de 1991) fue un deportista francés que compitió en esgrima, especialista en la modalidad de espada.
Participó en los Juegos Olímpicos de Londres 1948, obteniendo una medalla de oro en la prueba por equipos. Ganó cinco medallas en el Campeonato Mundial de Esgrima entre los años 1950 y 1958.

## Palmarés internacional
| Juegos Olímpicos   | Juegos Olímpicos            | Juegos Olímpicos  | Juegos Olímpicos   |
| Año                | Lugar                       | Medalla           | Prueba             |
| ------------------ | --------------------------- | ----------------- | ------------------ |
| 1948               | Londres (Reino Unido)       | Medalla de oro    | Espada por equipos |
| Campeonato Mundial |                             |                   |                    |
| Año                | Lugar                       | Medalla           | Prueba             |
| 1950               | Montecarlo (Mónaco)         | Medalla de plata  | Espada por equipos |
| 1953               | Bruselas (Bélgica)          | Medalla de plata  | Espada por equipos |
| 1954               | Luxemburgo (Luxemburgo)     | Medalla de bronce | Espada por equipos |
| 1955               | Roma (Italia)               | Medalla de plata  | Espada por equipos |
| 1958               | Filadelfia (Estados Unidos) | Medalla de bronce | Espada por equipos |